# Železniška proga Prešnica–Rakitovec–d. m.
Železniška proga Prešnica–Rakitovec–državna meja je ena izmed železniških prog, ki sestavljajo železniško omrežje v Sloveniji. Po prehodu meje s Hrvaško se proga nadaljuje do Pulja.

## Zgodovina
Z izgubo ozemelj v severni Italiji se je geostrateški položaj za Avstrijo precej spremenil in pokazala se je potreba po pomorski vojni bazi. Puljski zaliv na koncu istrskega polotoka je imel naravne danosti za takšno oporišče, težava pa je bila v tem, da je bil Pulj 140 km oddaljen od železnice Dunaj-Trst in praktično dostopen le po morju, kar je predstavljalo velike težave pri dovozu potrebnega materiala. Čeprav segajo prve pobude za železniško povezavo Pulja z zaledjem že v leto 1863, pa je vlada šele marca 1873 sprejela zakon o državnem poroštvu za gradnjo istrske železnice. Zaradi borznega zloma maja istega leta za dela ni bilo zanimanja s strani zasebnega kapitala, in država se je gradnje lotila v lastni režiji. 17. decembra 1873 se je v Pazinu začela gradnja »Istrske državne železnice« (Istrianer Staatsbahn, IStB). 172,3 km proge so zgradili v nepolnih treh letih in jo otvorili 20. septembra 1876. Progo je do leta 1884, ko so jo vključili v sistem Cesarsko-kraljevih državnih železnic, upravljala Družba južne železnice.
Po razpadu Avstro-Ogrske je celotna Istra pripadla Italiji in progo so tako upravljale Italijanske državne železnice. Po koncu 2. svetovne vojne je Istra pripadla Jugoslaviji. Ker odsek na hrvaškem delu Istre ni imel (in še danes nima) neposredne povezave s preostankom hrvaškega železniškega omrežja, je celotno istrsko omrežje upravljalo ŽG Ljubljana (predhodnik Slovenskih železnic). Leta 1991, ob razpadu Jugoslavije, so Hrvaške železnice prevzele odseke prog na hrvaškem ozemlju, Slovenske železnice pa še vedno upravljajo slovenski del trase med Divačo, Prešnico (kjer se odcepi proga proti Kopru) in mejno postajo v Rakitovcu.
Med Divačo in Rakitovcem vozi ob delavnikih razen sobote samo poldrugi par vlakov. V poletni sezoni vozi dodaten kopalni vlak na relaciji Maribor-Pulj. 10. decembra 2010 je bila ukinjena povezava v Buzet in posledično tudi v Pulj (vlaki med Buzetom in Puljem še vozijo).  

## Trasa
Začetna železniška postaja je Prešnica, medtem ko je končna Rakitovec. Druge železniške postaje in postajališča na progi so: